# Parchi nazionali del Cile
I Parchi nazionali del Cile sono 36 e coprono un'area totale di 9.141.200 ettari
| Nome                                              | Area       | Data istituzione | Localizzazione                                            | Foto |
| ------------------------------------------------- | ---------- | ---------------- | --------------------------------------------------------- | ---- |
| Parco nazionale Alberto de Agostini               | 14600 km²  | 2000             | Mappa di localizzazione: Cile · Parchi nazionali del Cile |      |
| Parco nazionale Alerce Andino                     | 393 km²    | 1982             | Mappa di localizzazione: Cile · Parchi nazionali del Cile |      |
| Parco nazionale Alerce Costero                    | 139 km²    | 2012             | Mappa di localizzazione: Cile · Parchi nazionali del Cile |      |
| Parco nazionale dell'Arcipelago di Juan Fernández | 96 km²     | 1935             | Mappa di localizzazione: Cile · Parchi nazionali del Cile |      |
| Parco nazionale Bernardo O'Higgins                | 35259 km²  | 1969             | Mappa di localizzazione: Cile · Parchi nazionali del Cile |      |
| Parco nazionale Bosco di Fray Jorge               | 100 km²    | 1941             | Mappa di localizzazione: Cile · Parchi nazionali del Cile |      |
| Parco nazionale Capo Horn                         | 631 km²    | 1945             | Mappa di localizzazione: Cile · Parchi nazionali del Cile |      |
| Parco nazionale di Chiloé                         | 431 km²    | 1983             | Mappa di localizzazione: Cile · Parchi nazionali del Cile |      |
| Parco nazionale di Conguillío                     | 608 km²    | 1950             | Mappa di localizzazione: Cile · Parchi nazionali del Cile |      |
| Parco nazionale del Corcovado                     | 2096 km²   | 2005             | Mappa di localizzazione: Cile · Parchi nazionali del Cile |      |
| Parco nazionale Hornopirén                        | 482 km²    | 1988             | Mappa di localizzazione: Cile · Parchi nazionali del Cile |      |
| Parco nazionale Huerquehue                        | 125 km²    | 1967             | Mappa di localizzazione: Cile · Parchi nazionali del Cile |      |
| Parco nazionale dell'Isola Guamblin               | 106.25 km² | 1967             | Mappa di localizzazione: Cile · Parchi nazionali del Cile |      |
| Parco nazionale dell'Isola Magdalena              | 1576 km²   | 1983             | Mappa di localizzazione: Cile · Parchi nazionali del Cile |      |
| Parco nazionale La Campana                        | 80 km²     | 1967             | Mappa di localizzazione: Cile · Parchi nazionali del Cile |      |
| Parco nazionale Laguna del Laja                   | 119 km²    | 1958             | Mappa di localizzazione: Cile · Parchi nazionali del Cile |      |
| Parco nazionale Laguna San Rafael                 | 17420 km²  | 1959             | Mappa di localizzazione: Cile · Parchi nazionali del Cile |      |
| Parco nazionale Las Palmas de Cocalán             | 37.02 km²  | 1971             | Mappa di localizzazione: Cile · Parchi nazionali del Cile |      |
| Parco nazionale Lauca                             | 1379 km²   | 1970             | Mappa di localizzazione: Cile · Parchi nazionali del Cile |      |
| Parco nazionale Llanos de Challe                  | 457 km²    | 1994             | Mappa di localizzazione: Cile · Parchi nazionali del Cile |      |
| Parco nazionale Llullaillaco                      | 2687 km²   | 1995             | Mappa di localizzazione: Cile · Parchi nazionali del Cile |      |
| Parco nazionale Morro Moreno                      | 73 km²     | 2010             | Mappa di localizzazione: Cile · Parchi nazionali del Cile |      |
| Parco nazionale di Nahuelbuta                     | 68 km²     | 1939             | Mappa di localizzazione: Cile · Parchi nazionali del Cile |      |
| Parco nazionale Nevado Tres Cruces                | 591 km²    | 1994             | Mappa di localizzazione: Cile · Parchi nazionali del Cile |      |
| Parco nazionale Pali Aike                         | 50 km²     | 1970             | Mappa di localizzazione: Cile · Parchi nazionali del Cile |      |
| Parco nazionale Pan de Azúcar                     | 438 km²    | 1985             | Mappa di localizzazione: Cile · Parchi nazionali del Cile |      |
| Parco nazionale Puyehue                           | 1068 km²   | 1941             | Mappa di localizzazione: Cile · Parchi nazionali del Cile |      |
| Parco nazionale Queulat                           | 1541 km²   | 1983             | Mappa di localizzazione: Cile · Parchi nazionali del Cile |      |
| Parco nazionale Radal Siete Tazas                 | 5148 km²   | 2008             | Mappa di localizzazione: Cile · Parchi nazionali del Cile |      |
| Parco nazionale di Rapa Nui                       | 71.3 km²   | 1935             |                                                           |      |
| Parco nazionale Salar del Huasco                  | 1600 km²   | 2010             | Mappa di localizzazione: Cile · Parchi nazionali del Cile |      |
| Parco nazionale del Tolhuaca                      | 65 km²     | 1935             | Mappa di localizzazione: Cile · Parchi nazionali del Cile |      |
| Parco nazionale Torres del Paine                  | 2400 km²   | 1959             | Mappa di localizzazione: Cile · Parchi nazionali del Cile |      |
| Parco nazionale Vicente Pérez Rosales             | 2530 km²   | 1926             | Mappa di localizzazione: Cile · Parchi nazionali del Cile |      |
| Parco nazionale Villarrica                        | 630 km²    | 1940             | Mappa di localizzazione: Cile · Parchi nazionali del Cile |      |
| Parco nazionale del Vulcano Isluga                | 1747 km²   | 1967             | Mappa di localizzazione: Cile · Parchi nazionali del Cile |      |
| Parco nazionale Yendegaia                         | 1480 km²   | 2013             | Mappa di localizzazione: Cile · Parchi nazionali del Cile |      |